# Johann Conrad Freese
Johann Conrad Freese (* 23. April 1757 in Arle; † 8. Oktober 1819 in Aurich) war preußischer Verwaltungsbeamter und ostfriesischer landeskundlicher Schriftsteller.

## Herkunft
Seine Eltern waren der Schullehrer und Organist in Arle Jakob Freese († 1757) und dessen Ehefrau Maria Rehberg († Ende 1772), Tochter des Auricher Kleidermachers Hippo Rehberg.

## Leben
Sein Vater starb wenige Monate nach seiner Geburt. Seine Mutter zog daraufhin mit den Kindern zunächst nach Pogum, dann aber zu ihren Eltern nach Aurich. Dort verdiente sie Geld durch Strickunterricht für Kinder und Näharbeiten. Freese konnte hier sogar auf die Lateinschule gehen. Nach dem Tod seiner Mutter musste er die Schule aber 1773 verlassen, um seinen Lebensunterhalt zu verdienen. Bis Ostern 1774 arbeitete er als Schreiber für ein Gehalt von zehn Reichstalern bei dem damaligen Advokaten und späteren Rentmeister Kettler in Esens. 1774 hatte er dann die Gelegenheit den Regierungsrat Georg Albrecht Bacmeister (1702–1785) auf einer Reise nach Aachen zu begleiten. Nach einer kurzzeitigen Beschäftigung als Schreiber in Greetsiel und einer schweren Krankheit trat Freese Ende 1775 oder Anfang 1776 in die Dienste des Kriminalrates Tjaden. Dieser kümmerte sich väterlich um Freese und ließ ihn weiter ausbilden. Tjaden arbeitete seiner Zeit an einem Gelehrtenlexikon, dessen Artikel wurden dann von Freese ins reine geschrieben. Nach dem Tod von Tjaden 1781 führte Freese dann das fast vollendete Werk mit Wiarda zu Ende und sorgte auch für den Druck.
Nach dem Tod seines Mentors wurde Freese am 17. März 1777 Kopist bei der Auricher Kriegs- und Domänenkammer. Sein Gehalt war aber so gering, dass er nachts Schreibarbeiten für einen Advokaten machen musste. Dennoch war es der entscheidende Schritt für sein Leben. Er blieb in dieser Behörde die nächsten 40 Jahre und wurde bis Kammerrat bzw. Steuerdirektor beförderte, eine höhere Laufbahn blieb im Mangels Abschluss aber verwehrt.
Am 3. März 1778 wurde er zum „extraordinairen Kammer-Kanzlei-Assistent“ ernannt, eine Position die ihm viel Freiraum brachte. Im Jahre 1780 präsentierte er der Kammer ein alphabetisches Verzeichnis der Städte, Dörfer, Kolonien und sogar einzelnen Häuser im Fürstentum Ostfriesland. Als im Jahr 1783 wieder einmal der Versuch unternommen wurde die damaligen Johanniter-Güter Langholt und Hasselt und sprach sich vehement für eine Übernahme aus. 1785 begleitete er den Kammerpräsidenten von Colomb auf eine Reise in Rheinland, wo er die dortigen Gegebenheiten studieren konnte. im Jahr 1790 er dann zum Kontrolleur der Kriegs- und Domänenkasse ernannt und wurde zum Marsch-Kommissar bestellt und begleitete die Kompanie des Majors von Sack von Emden nach Bielefeld. Daher erhielt er am 7. April 1792 den Titel eines Kriegskommissars. Am 30. April 1802 wurde er zum Hofrentmeister befördert. Schon in dieser Zeit hat er im Auftrag der Kammerräte vor allem das Finanzwesen und die ostfriesische Landesverfassung betreffende wichtige Gutachten erstellt. Als 1803 Freiherr Ludwig von Vincke nach Ostfriesland versetzt wurde, erkannte er das umfassende Wissen in Freese, Vinke nannte ihn „ein lebendes Repertorium der Akten“. Alle Versuche aber, Freese weiter zu befördert, scheiterten.
Nachdem verloren Vierten Koalitionskrieg im Jahr 1806 erfolgte die holländische Besetzung Ostfrieslands, trotzdem blieb Freese mit Vincke in Kontakt. Ein von Vincke 1808 für Stein erstelltes Gutachten über die ständische Verfassung in Ostfriesland basiert so auf einem Aufsatz von Freese.
Als ein preußischer Patriot wurde Freese zunächst nicht in die nun holländische Verwaltung übernommen, wo er aber steuerrechtliche und landeskundliche Gutachten erstellte. 1809 wurde er in die Hypothekenverwaltung im Arrondissement Esens zuständig. Auch als die Franzosen das Land übernahmen bleib der Fachmann Freese. So dürfte beispielsweise ein von dem Pariser Domänenverwaltungsbeamten Henri Beyle dem französischen Finanzminister vorgelegtes ausführliches Gutachten über beizubehaltende und abzuschaffende Steuern in Ostfriesland mit größter Sicherheit von Freese stammen. Als die Franzosen 1813 vertrieben wurde, wurde auch Freese zunächst entlassen, dann aber Mitglied der „Landesdirektion“, die nun unter dem ehemaligen Kammerpräsidenten von Bernuth die Verwaltung übernahm. So war Freese auch Berater bei den Verhandlungen als Ostfriesland an Hannover übergeben wurde. In den nun hannoverischen Verwaltung wurde er 1817 Steuerdirektor ernannt aber noch im gleichen Jahr mit einer Pension von 1500 Talern pensioniert. Außerdem feierte er noch in diesem Jahr sein 40-jähriges Dienstjubiläum.
Freese starb am 8. Oktober 1819 in Aurich. Sein Nachlass wurde am 11. September 1820 versteigert. Sein Manuskripte wurden später von der Gesellschaft für bildende Kunst und vaterländische Altertümer zu Emden erworben, die Reinschriften gingen ins Eigentum der Ostfriesischen Landschaft und des Staatsarchivs in Aurich über. Auch später kamen immer wieder Stücke aus dem Nachlass zur Ostfriesischen Landschaft.

### Werk
Freese erste Veröffentlichung war das Gelehrtenlexikon von Tjaden. Ab 1782 redigierte er die „Wöchentlichen Ostfriesischen Anzeigen und Nachrichten“ (Amtsblatt für Ostfriesland), wofür er 20 Taler erhielt. Ab 1784 schrieb er oft ohne Namensnennung für die kurzlebigen „Ostfriesischen Mannigfaltigkeiten“, außerdem lieferte er Beiträge und Rezensionen für den „Westfälischen Anzeiger“, die „Literarische Zeitung“  und das „Hannoversche Magazin“. Ferner unterstützte er Camp bei der Erstellung der Ostfrieslandkarte und veröffentlichte 1806 eine ausführliche Erläuterung zu dieser Karte, bereits 1805 wurde er zum Ehrenmitglied der Herzoglichen Sozietät für die gesamte Mineralogie in Jena ernannt.
Daneben hatte er noch Zeit eigene Bücher zu veröffentlichen:
- Geschichte und Erläuterung der vormaligen königlichen Preussischen Domainen- und anderen Rentei-gefälle in Ostfries- und Harrlingerland, 1848, Digitalisat
- Ueber die Vehne oder Torfgräbereien, 1789, Digitalisat, vom Herzog von Oldenburg erhielt er dafür 6 Louis d’or,[5]
- OstFrieß- und Harrlingerland, Johann Adolph Schulte, Aurich 1796, Link zum Digitalisat des ersten Bandes (nur ein Band erschienen),
- Kurze Erläuterung über die neue geographische Specialcharte von dem Fürstenthum Ostfries- und dem Harrlingerlande.[6]

## Familie
Freese heiratet am 12. Juni 1785 Johanna Elisabeth Francisca Ziegler (1758–1805). Das Paar hatte zwei Söhne. Nach dem Tod seiner ersten Frau heiratete er am 6. Januar 1806 Tibeta Christine Meyerhoff. Das Paar hatte weitere 8 Kinder.